# Colombières-sur-Orb
Colombières-sur-Orb é uma comuna francesa na região administrativa de Occitânia, no departamento de Hérault. Estende-se por uma área de 8,11 km². Em 2010 a comuna tinha 495 habitantes (densidade: 61 hab./km²).